# Porsche Holding
Die Porsche Holding GmbH ist ein international tätiger Fahrzeughändler mit Sitz in Salzburg.
Die Geschäftsfelder der Porsche Holding sind Groß- und Einzelhandel mit den Marken der Volkswagen AG, Finanzdienstleistungen und IT-Systementwicklungen. Das Unternehmen ist Teil des VW-Konzerns.

## Geschichte
Am 1. April 1947 verlegten die Geschwister Ferry Porsche und Louise Piëch das Konstruktionsbüro des Vaters Ferdinand Porsche nach Gmünd in Kärnten. Hierzu wurde die dort ansässige Porsche Konstruktionen GesmbH gegründet. Die Verlegung wurde aufgrund einer drohenden Enteignung durch die Siegermächte und die Internierung des Vaters notwendig. Im Zuge des Wiederaufbaus des Volkswagenwerks Wolfsburg begannen Verhandlungen zwischen Volkswagen und Porsche bezüglich weitreichender Nutzungsrechte an den Konstruktionsplänen des Käfers sowie den Import von Fahrzeugen nach Österreich.
Nach erneutem Umzug des Unternehmens nach Salzburg begann im Mai 1949 der Import von Fahrzeugen aus Wolfsburg. Im selben Jahr schied Ferry Porsche aus der Geschäftsführung des Unternehmens aus und gründete in Stuttgart die Porsche AG. Anfang 1951 wurde Louise Piëch nach dem Tod ihres Ehemanns alleinige Geschäftsführerin. Neben dem Verkauf von Fahrzeugen der Marken Volkswagen und Porsche trat das Unternehmen ab den 1960ern ebenfalls im Motorsport als Konstrukteur auf (u. a. Porsche 917).
Im Jahr 1971 traten, wie bei der Porsche AG, alle Familienmitglieder aus der Geschäftsführung zurück und wechselten in die Aufsichtsräte der Unternehmen. Mit der Gründung der heutigen Porsche Holding erfolgte im Jahr eine Umstrukturierung des Unternehmens. Nach der schrittweisen Übernahme der Marke Seat durch die Volkswagen AG übernahm die Porsche Holding im Jahr 1985 den Import nach Österreich als dritte Marke.
Mit dem Ende des Kalten Kriegs baute die Porsche Holding im Auftrag von Volkswagen ein Vertriebsnetz in Ungarn auf und expandierte in den folgenden Jahren in weitere Länder Osteuropas. Neben den Marken Volkswagen, Audi, Porsche, Seat und Škoda wurde die Porsche Holding Generalimporteur für Bentley (2000) und Lamborghini (2001).
Im August 2009 teilten die Gründerfamilien Porsche und Piëch mit, dass die Porsche Holding ebenfalls an die Volkswagen AG verkauft werden soll. Bereits im Mai wurde ein Verkauf der Porsche AG an Volkswagen bekanntgegeben. Im März 2011 erwarb die Volkswagen AG schließlich die Porsche Holding GmbH für einen Kaufpreis von 3,3 Milliarden Euro. Über die börsennotierte Beteiligungsgesellschaft, die Porsche Automobil Holding SE, sind die Familien Porsche und Piëch über die Stimmrechtsmehrheit mittelbar an der Volkswagen AG beteiligt.

### Eigentümerstruktur bis März 2011
| Eigentümerstruktur bis zur Übernahme | Eigentümerstruktur bis zur Übernahme | Eigentümerstruktur bis zur Übernahme | Eigentümerstruktur bis zur Übernahme |
| Familie Piëch (50 %)                 | Familie Piëch (50 %)                 | Familie Porsche (50 %)               | Familie Porsche (50 %)               |
| ------------------------------------ | ------------------------------------ | ------------------------------------ | ------------------------------------ |
| 10,0 %                               | Louise Piëch († 1999) Privatstiftung | 12,5 %                               | Familie Gerhard Porsche              |
| 10,0 %                               | Louise Daxer-Piëch († 2006)          | 12,5 %                               | Familie Hans-Peter Porsche           |
| 10,0 %                               | Ernst Piëch Privatstiftung           | 12,5 %                               | Familie Wolfgang Porsche             |
| 10,0 %                               | Hans Michel Piëch                    | 12,5 %                               | Ferdinand Alexander Porsche († 2012) |
| 10,0 %                               | Ferdinand Piëch († 2019)             |                                      |                                      |

## Wirtschaftliche Bedeutung
2003/2004 betrug der Gewinn nach Steuern 113 Millionen Euro, bei einem konsolidierten Umsatz von 6,31 Milliarden Euro. Die Gesellschaft war 2013 das zweitgrößte Unternehmen nach Umsatz in Österreich und Europas größtes Autohandelsunternehmen. Mit einem Umsatz von 22 Milliarden Euro im Jahr 2019 ist sie weiterhin das zweitgrößte Unternehmen nach Umsatz. Im Jahr 2020 erzielte man einen Umsatz von 21,5 Milliarden Euro, womit man die OMV AG als nach Umsatz größten Konzern Österreichs überholte.